# Totaladoh
Totaladoh (o Totladoh) è una suddivisione dell'India, classificata come census town, di 2.336 abitanti, situata nel distretto di Nagpur, nello stato federato del Maharashtra. In base al numero di abitanti la città rientra nella classe VI (meno di 5.000 persone).

## Geografia fisica
La città è situata a 21° 38' 49 N e 79° 14' 43 E.

## Società

### Evoluzione demografica
Al censimento del 2001 la popolazione di Totaladoh assommava a 2.336 persone, delle quali 1.188 maschi e 1.148 femmine. I bambini di età inferiore o uguale ai sei anni assommavano a 281, dei quali 142 maschi e 139 femmine. Infine, coloro che erano in grado di saper almeno leggere e scrivere erano 1.522, dei quali 874 maschi e 648 femmine.